# Jovan Živković
Barun Jovan Živković Fruškogorski (srp. барон Јован Живковић Фрушкогорски,  njem. Freiherr Johann Zsivkovics von Fruschkogorsky; Srijemski Karlovci, 11. travnja 1826. – Zagreb, 8. travnja 1902.) bio je hrvatski pravnik, plemić, političar i bankar.

## Životopis
Rođen je u Srijemskim Karlovcima kao mlađi brat episkopa Teofana Živkovića. Gimnaziju je završio u Karlovcima, a studij prava u Pečuhu i Požunu.
Živković je sudjelovao u pripremama za Majsku skupštinu 1848. godine. Nakon završetka Revolucije u Mađarskoj odlazi u Beč, gdje završava pravo. U Beču je pripadao domoljubnom krugu Vuka Karadžića. Po završetku studija odlazi u Temišvar, gdje ostaje do 1870. godine, kada je izabran za podžupana Srijemske županije, vijećnika Banskog stola i konačno Stola sedmorice u Zagrebu, gdje ostaje do 1873. godine. Sudjelovao je u radu Blagoveštenskog sabora, gdje se zalagao za priključenje Srijema Trojednoj Kraljevini. Godine 1861. ušao je u Hrvatski sabor kao srijemski župan i pristalica Unionističke stranke.
Savez između Hrvatske i Ugarske shvaćao je kao savez dviju kraljevina, koje su spojene jedinstvom krune i svih poslova utvrđenih pragmatičnom sankcijom. Tražio je autonomiju Hrvatske s priznavanjem prerogativa u sudstvu, upravi te prosvjetnom i nastavnom području. Nakon 1865. godine djelovao je kao pravi unionistički vođa. Zalagao se da se odmah počnu pregovori o nagodbi s Ugarskom. Godine 1873., kada je vlast u Hrvatskoj prešla u ruke Narodne stranke Ivana Mažuranića, a on postao ban, Živković je imenovan predstojnikom odjela za unutarnje poslove. Umirovljen je 1883. godine, ali se nastavio baviti javnim poslovima, osobito gospodarske naravi. Kao srpski predstavnik sudjelovao je 1893. godine u Dubrovniku, prilikom otkrivanja Gundulićevog spomenika. Pokrenuo je 1884. godine list Srbobran.
Godine 1895. izabran je za prvog predsjednika Upravnog odbora Srpske banke u Zagrebu. Bio je vitez Reda Željezne krune drugog reda i nositelj velikog križa Red Svetog Stjepana.

## Brak i potomstvo
Živkovićeva supruga zvala se Katinka, rođena Radoslav. Imali su sedmoro djece, četiri sina i tri kćeri. Kćer Zora se udala za Gustava Pongratza, a Irena se udala za Milana Turkovića. Njegov unuk je Zdenko Turković.

## Vanjske poveznice
- Vila Živković

| prethodnik Antun Vakanović | podban Kraljevine Hrvatske, Slavonije i Dalmacije 1873. – 1883. | nasljednik Danijel Stanković |